# Eryk Murlowski
Eryk Murlowski (ur. 19 lipca 1960 w Prudniku, zm. 1 marca 2013 w Chrzelicach) – polski działacz sportowy, mistrz i propagator wschodnich sztuk walki. Pionier monocyklingu w Polsce.

## Życiorys
Urodził się 19 lipca 1960 w Prudniku. Jego rodzina pochodziła spod Strzelec Opolskich. Wraz z rodzicami mieszkał w Chrzelicach koło Białej. W 1970 ojciec zainteresował go samoobroną. Zaczął trenować ju-jitsu oraz jazdę na monocyklu, który skonstruował jego ojciec. Uczęszczał do szkoły podstawowej w Chrzelicach, a następnie do szkoły zawodowej w Opolu. W 1973 ukończył kurs młodzieżowego organizatora sportu.
W 1976 został zawodnikiem judo w KS Gwardia Opole. Trenując judo zdobył stopień 1 kyū. W 1979 założył w Chrzelicach pierwsze dojo sztuk walki. Odbywały się w nim regularne treningi samoobrony, judo i karate. Murlowski prowadził je do 1983, kiedy to rozpoczął zasadniczą służbę wojskową w Nadwiślańskiej Jednostce Wojskowej w Katowicach. W sierpniu 1983 był uczestnikiem jednego z pierwszych w Polsce kursów samoobrony dla instruktorów, które prowadził Krzysztof Kondratowicz. W latach 1984–1985 pracował nad utworzeniem pierwszej w Opolu sekcji ju-jitsu. Sekcja rozpoczęła treningi 8 stycznia 1985. W maju 1986 Murlowski otrzymał upoważnienie do koordynacji działań w zakresie ju-jitsu w województwach opolskim i wrocławskim. Opolska sekcja działała początkowo przy ognisku TKKF „Belferek”, później przy ognisku TKKF Kobudo Kenkyukai, a od 1988 przy Opolskim Ośrodku Japońskich Sztuk Walki Kobudo Kenkyukai.

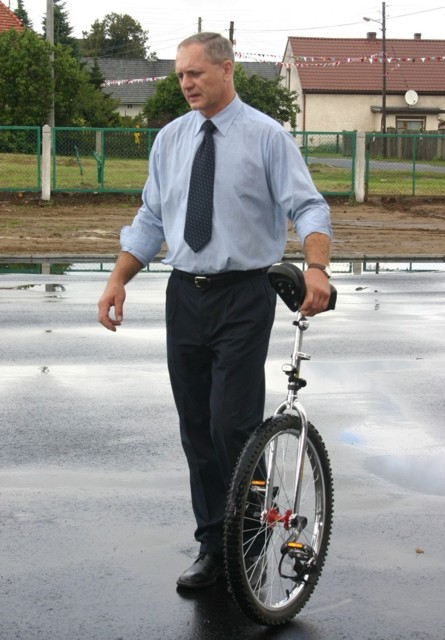
Murlowski z monocyklem

Uchwałą Zarządu Polskiej Federacji Dalekowschodnich Sztuk Walki w Warszawie 5 listopada 1989 zostało zatwierdzone utworzone przez Eryka Murlowskiego Centrum Jujutsu-Aikijujutsu Kobudo Kenkyukai. W 1996 otworzył w Chrzelicach dojo Sakura no Yama So-Honbu Dojo. W 1989 roku mianowany oficjalnym przedstawicielem na Polskę z ramienia Goshin Kai Ju-Jitsu Federation, a w 1991 roku mianowany Dyrektorem Technicznym na Polskę z ramienia organizacji Seibukan-Kai USA. W 1990 odznaczony Srebrną Odznaką Towarzystwa Krzewienia Kultury Fizycznej.
Zaczął angażować się w promowanie historii lokalnej. W okresie 2004–2008 był wiceprzewodniczącym zarządu Stowarzyszenia „Odnowa Wsi Chrzelice” oraz przewodniczącym Komisji Historii i Tradycji Ziemi Chrzelickiej przy tymże stowarzyszeniu. W 2005 został mianowany przez starostę powiatu prudnickiego Społecznym Opiekunem Zabytków Ziemi Prudnickiej, a w 2006 za działania na tym polu został odznaczony przez Ministra Kultury i Dziedzictwa Narodowego Złotą Odznaką „Za opiekę nad zabytkami”. Był pomysłodawcą i współorganizatorem obchodów 700-lecia Chrzelic w 2006. Autor artykułów i książek o historii Chrzelic, Łącznika i Pogórza. Zorganizował pierwszy Ogólnopolski Zlot Monocyklistów w 2005 oraz kolejne sześć. Zajmował się również szkoleniem służb mundurowych w zakresie walki wręcz i kontrterroryzmu. W sierpniu 2010 uczestniczył w pierwszym w Polsce medialabie, który odbył się w Chrzelicach.
W 2010 roku został laureatem „Wieży Woka” w plebiscycie „Tygodnika Prudnickiego”. W tym samym roku otrzymał też „Różę Pogranicza” przyznawaną przez Starostwo Powiatu Prudnickiego. W 2011 został wybrany „Człowiekiem Roku” w rankingu „Tygodnika Prudnickiego”. W grudniu 2012 Rada Miejska w Białej nadała mu tytuł „Zasłużonego dla Miasta i Gminy Biała” w uznaniu dla jego dokonań i promocji gminy.
Posiadał 6 dan yawara, 7 dan jujutsu, 8 dan Self-Defence System. W listopadzie 2011 zdiagnozowano u niego nowotwór jelita z przerzutami na wątrobę. Korzystał z niekonwencjonalnych metod leczenia. W grudniu 2012 przeszedł operację. Zmarł 1 marca 2013 w Chrzelicach w wieku 52 lat. Został pochowany na cmentarzu w Łączniku. Pośmiertnie została mu nadana odznaka od wojewody opolskiego. We wrześniu 2017 Wiejskie Centrum Kultury i Rekreacji w Chrzelicach otrzymało imię Eryka Murlowskiego. Na budynku zamontowano tablicę pamiątkową.

## Życie prywatne
Ożenił się z Katarzyną. Małżeństwo miało dwoje dzieci: Mateusza i Karolinę. Rodzina mieszkała w Chrzelicach.